# Scipione Lacorcia
Scipione Lacorcia est un compositeur de madrigaux de la Renaissance italienne.

## Biographie
Les données biographiques concernant Scipione Lacorcia sont presque inexistantes. En dehors de son activité de 1590 à 1620, culminant avec la parution de son troisième livre de madrigaux à 5 voix, on sait peu de choses sur sa vie et sa personnalité.
Son second livre de madrigaux est dédié à Alessandro Miroballo, marquis de Bracigliano. Le troisième, en date du 1er octobre 1620 s'ouvre sur une préface témoignant d'un grand dévouement à l'égard de son dédicataire, Francesco Filomarino (1600-1678), prince della Rocca. Ce livre présente également deux madrigaux d'un autre compositeur, le noble Ettore de la Marra (ca. 1570-1634) seigneur de Baiano e Castelfranco qui, comme Filomarino et le madrigaliste Scipione Dentice, était un membre de la famille de cinq Seggio Capuana qui participèrent au gouvernement de la ville de Naples. Ettore de la Marra était aussi un luthiste et guitariste à la cour de Carlo Gesualdo. Deux autres madrigaux de sa composition ont survécu, insérés dans la collection du Teatro de Madrigali édité par Gargano et Nucci à Naples, en 1609).
Les poèmes du troisième livre de Lacorcia sont principalement anonymes, ce qui indique peut-être qu'ils étaient signés par des poètes aristocratiques de l'entourage de Gesualdo.
Lacorcia est considéré comme l'un des madrigalistes influencés par ce dernier, avec Francesco Genuino, Crescenzio Salzilli, Agostino Agresta, Giuseppe Palazzotto-Tagliavia, Antonio de Metrio et Giocomo Tropea.
Le nom de Lacorcia apparaît dans une liste de madrigalistes sur l'enveloppe d'une lettre de Heinrich Schütz, envoyée de Venise, le 23 avril 1632, à Philip Hainhofer à Dresde, mais qui n'est pas de l'écriture de Schütz.

## Œuvres
- Madrigali Libro primo à cinq voix - perdu,
- Madrigali Libro II à cinq voix, publié par Carlino à Naples, en 1616,
- Madrigali Libro III à cinq voix publié par Vitale à Naples, en 1620.

## Discographie
- Musica Vulcanica intégrale du troisième livre, avec les quatre madrigaux d'Ettore de la Marra, et des pièces instrumentales jouées sur larchicembalo reconstitué par Ascanio Mayone, Giovanni de Macque, et Gesualdo, Gesualdo Consort Amsterdam, dir. Harry van der Kamp. Sony Vivarte. 2006

## Source de la traduction
- (en) Cet article est partiellement ou en totalité issu de l’article de Wikipédia en anglais intitulé « Scipione Lacorcia » (voir la liste des auteurs).